# Valle de Alcudia
Valle de Alcudia är en dal i Spanien.   Den ligger i provinsen Provincia de Ciudad Real och regionen Kastilien-La Mancha, i den centrala delen av landet, 210 km söder om huvudstaden Madrid.